# 切特佩特
切特佩特（Chetpet），是印度泰米尔纳德邦Tiruvanamalai县的一个城镇。总人口17786（2001年）。

## 人口
该地2001年总人口17786人，其中男性8813人，女性8973人；0—6岁人口1804人，其中男887人，女917人；识字率69.27%，其中男性为77.27%，女性为61.42%。